# Karl Linsbauer

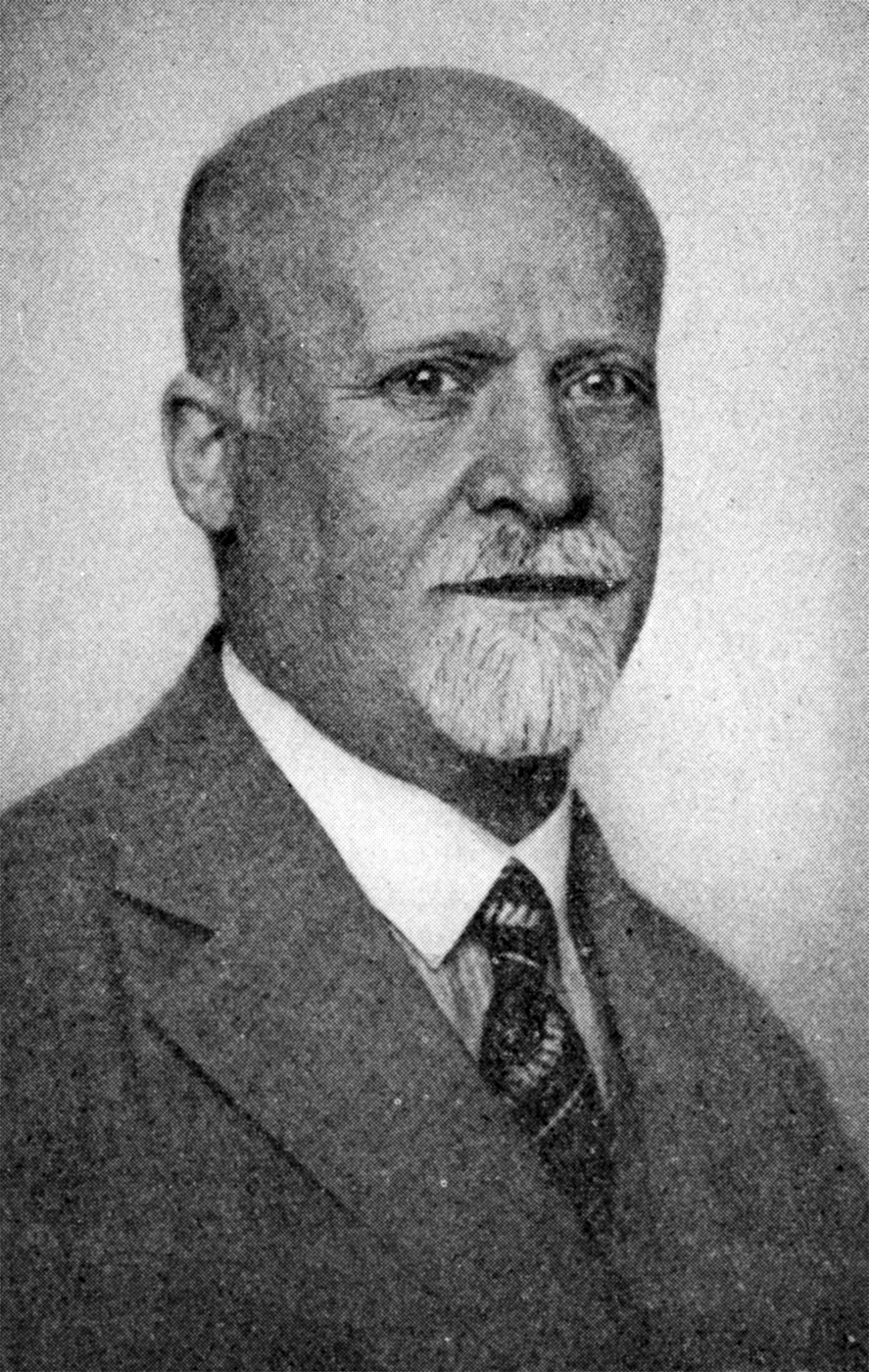
Karl Linsbauer (1872–1934)

Karl Linsbauer (* 11. Oktober 1872 in Wien; † 5. Dezember 1934 in Graz) war ein österreichischer Botaniker.
Sein botanisches Autorenkürzel (er beschrieb auch Algen) lautet „Linsbauer“.
Der österreichische Botaniker Ludwig Linsbauer (1869–1940) ist Halbbruder von Karl Linsbauer.
Linsbauer absolvierte das Piaristen-Gymnasium in Wien. Ab 1893 studierte er an der Universität Wien Naturwissenschaften. Noch als Student wurde er 1897 bei dem Pflanzenphysiologen Julius Wiesner Demonstrator. 1898 wurde er dort Assistent und promovierte 1899. 1904 habilitierte sich Linsbauer für Anatomie und Physiologie der Pflanzen und wurde 1906 Adjunkt. 1910 wurde Linsbauer als außerordentlicher Professor an die damals deutschsprachige Universität Czernowitz im Osten Österreich-Ungarns berufen. 1911 wurde er als Nachfolger von Gottlieb Haberlandt an die Universität Graz berufen. 1922 wurde Linsbauer korrespondierendes Mitglied der Akademie der Wissenschaften in Wien.
Wichtig waren Linsbauers experimentell-reizphysiologischen Untersuchungen an Pflanzen, seine Neubearbeitung von Julius Wiesners „Anatomie und Physiologie der Pflanzen“ wie auch die Neubearbeitung des „Illustrierten Handwörterbuchs der Botanik“ von Camillo Karl Schneider. Von herausragender Bedeutung war das von ihm begründete und herausgegebene „Handbuch der Pflanzenanatomie“, für welches er das Kapitel „Epidermis“ verfasst und das Kapitel „Stomata“ begonnen hatte. Neben seiner universitären Lehrtätigkeit engagierte sich Linsbauer auch in der Volksbildung. Er war Obmann der botanischen Fachgruppe des Naturwissenschaftlichen Vereins für die Steiermark und 1922/23 auch Obmann des Gesamtvereins.